# Amazonka
Amazonka este versiunea ucraineană a noului și neobișnuitului album al Ruslanei. Este următorul pas din proiectul-fantezie care promite sa inunde Pământul!
Versiunea în limba engleză a albumului intitulat Energie sălbatică va fi lansată tot în anul 2008, însă data este momentan neconfirmată.
Albumul acesta face parte dintr-un mare proiect-fantezie. Albumul este bazat pe subiectul unei povestiri fantastice originale despre o fată care a îndrăznit să fie diferită de lumea artificială din jurul său. “Am preluat aceasta poveste din carti și benzi desenate și am transpus-o pe scenă, în stilul nostru, în videoclip și muzică. Înafară de texte, importantă este și muzica, iar sunetele și armonia captează noul sentiment de viteză in spațiu, timp și vis.
“Amazonka” este în același timp și șocant și fascinant. Piesele incluse pe album sunt contrastante. Ca și fluviul Amazon însuși care învinge timpul, starea pe care ți-o creează albumul se schimbă în mod constant de la relaxare la ritmuri nebune revenind la senzația de calm.
Punctul de atracție maxim consta în noile ritmuri pe care le abordează. Albumul este un mix delicios de sunete, sample-uri și ritmuri. Experimentul se derulează “in spatele ușilor inchise” de mai bine de doi ani. Rezultatul se vede nu numai în noul album, ci și în noul show.
“Ritmul vieții comprimă două tipuri de vibrații: unele care absorb energie, altele care o oferă. Avem nevoie de cele care te energizează la infinit, cele care iți dau energie… “, zice Ruslana.
Stiluri muzicale diverse, utilizate și mixate pe album, zdruncină din temelii tot ce ai cunoscut până acum și reasamblează totul într-un mod revoluționar. Un mix unic de r’n’b și teme folclorice slave.
În timpul sesiunilor de inregistrări, Ruslana a dirijat o orchestră, a cântat la pian, la tobe, la instrumente tradiționale ucrainene și la un set de percuție unic, care a fost realizat special pentru acest album și show. Ea este de asemenea și autorul sau co-autorul celor mai multe piese de pe album.
Cea mai reprezentativă piesă de pe album este single-ul cu tema socială „Not For Sale”. A fost produs special din inițiativa sa pentru a ajuta lupta împotriva traficului de persoane internațional. Această inițiativă este sprijinită de “Vital Voices” și UNODC. Ruslana a prezentat single-ul și proiectul campaniei “Not For Sale” la forumul mondial din Viena pe 15 februarie 2008. Acest forum a fost organizat de UNODC.

## Lista de piese de pe album
1. Dyka energiya (Energie sălbatică)
2. Vidlunnya Mriy (Luna de vis)
3. My Budemo Pershi (Noua generație de energie)
4. Ya ydu za toboyu (Voi urma noaptea)
5. Ty Zhiva (syntenychna) (Ești vie, fată sintetică)
6. Vogon’ chy Lid (Foc sau gheață)
7. De Ty, Moya Lubov (Unde ești, dragostea mea)
8. Dykyi Angel (Înger sălbatic)
9. Ne Dlya Prodazhu (Nu e de vânzare)
10. Yak Zminyty Maybutnye (Putem schimba vvitorul)